# ایمان شوریابی
ایمان شوریابی (زاده ۳۰ شهریور ۱۳۶۶ در گرمسار) بازیکن فوتبال اهل ایران است. وی به همراه تیم نساجی مازندران به لیگ برتر صعود کرده‌است. این بازیکن بلند قامت قابلیت بازی در پست‌های هافبک دفاعی و فوروارد را دارد.